# JA全農プレゼンツ 田中雄介の食卓応援隊
JA全農プレゼンツ 田中雄介の食卓応援隊（じぇいえーぜんのうぷれぜんつたなかゆうすけのしょくたくおうえんたい）は、2008年4月6日から2013年3月31日までTBSラジオで放送されていた、JA全農単独提供のグルメトーク番組である。

## パーソナリティ
- 田中雄介（隊長）
- 木村郁美（TBSアナウンサー、隊員として2009年4月5日放送分より新加入）

## 放送日時
- TBSラジオ - 毎週日曜17:00分 - 17:30
- 朝日放送(ABC) - 毎週日曜12:00 - 12:30
- RKB毎日放送 - 毎週日曜11:30 - 12:00（2011年4月10日よりネット開始）

## 概要
オープニングトークの後、ゲストを招いて食に纏わるトークと時事の話題を展開する。必ずゲストとのトークは、2週で2週目は「食卓応援隊5つの質問」として、これは欠かせない食の御供、食の恩人、好きな調味料等を質問される。

### コーナー
- 思い出食卓アルバム
  - 食に纏わる手紙を募集して、トークを展開する。時には田中が涙してしまう事も。

### テーマソング
- Hush Little Baby （ヨーヨー・マ ＆ ボビー・マクファーリン）